# Lepton (moneta)
Lepton (od gr. λεπτός leptós „mały, drobny; słaby; cienki”, l. mn. lepta) –
1. W starożytnej Grecji początkowo jednostka wagowa, później moneta o wartości ¼ chalkusa (w Atenach), bita też na Wschodzie w okresie cesarskim;
2. Powszechne określenie miedziaka (drobnej monety miedzianej) w starożytności;
3. Grecka jednosta monetarna wprowadzona w wyzwolonej Grecji w 1828 r. początkowo o wartości 1/100 feniksa, od 1831 r. – 1/100 drachmy, bita też na Krecie (1900–1901) oraz na należących do Wielkiej Brytanii Wyspach Jońskich (1819–1862), gdzie równała się ¼, a od 1835 r. – 1/5 obola.

Lepton to liczba pojedyncza, zaś lepta to liczba mnoga używana do okreslenia jednostki monetarnej. Monety lepta i lepton były bite w ramach tych samych systemów monetarnych, czyli w tym samym czasie.
Do roku 2001 była to setna część drachmy, a od 2002 jest grecką nazwą umieszczaną na monetach eurocentowych.
W języku nowogreckim „lepto” (lm. „lepta”) oznacza przedmiot drobny, cienki, „grosz”, monetę o małej wartości. Poza tym oznacza również minutę, czyli {\displaystyle {\tfrac {1}{60}}} godziny, a także minuty kątowe ({\displaystyle {\tfrac {1}{60}}} stopnia kątowego).